# Eliza Doolittle (álbum)
Eliza Doolittle é o álbum de estréia da cantora e compositora britânica Eliza Doolittle intitulado com mesmo nome. Foi lançado em 12 de julho de 2010 pela gravadora Parlophone. O álbum contém 13 faixas produzidos pelos compositores Craigie Dodds, Matthew Prime, Jonny Sharp, Phil Thornalley, Mads Hauge, James Napier e Greg Kurstin.
Em 07 de janeiro de 2011 foi anunciado pelo BPI que o álbum foi certificado Platina pela venda de 300 mil cópias no Reino Unido. O álbum foi relançado nos Estados Unidos em 19 de abril de 2011.

## Singles
- "Skinny Genes" foi o primeiro single do álbum, lançado em 11 de abril de 2010. Ele chegou ao número 22 no UK Singles Chart, também chegou na mesma posição na Bélgica e na Holanda. O single foi relançado em 27 de dezembro de 2010.

- "Pack Up" foi o segundo single lançado do álbum, lançado em 05 de julho de 2010. Ele chegou a posição número 5 no UK Singles Chart, tornando-se seu primeiro Top 5 única no Reino Unido.

- "Rollerblades" foi o terceiro single lançado do álbum, foi lançado em 27 de dezembro de 2010.

- "Mr Medicine" foi lançado como quarto single do álbum em 07 de março de 2011.[3]

## Recepção da crítica
| Críticas profissionais | Críticas profissionais |
| Avaliações da crítica  | Avaliações da crítica  |
| Fonte                  | Avaliação              |
| ---------------------- | ---------------------- |
| BBC Music              | (mista)                |
| The Guardian           | [ 5 ]                  |
| Express Newspaper      | [ 6 ]                  |

Fraser McAlpine da BBC Blog deu ao álbum uma revisão positiva afirmando:
| “ | Vamos começar com a voz. É uma coisa bonita expressivo: alta e clara, com o crack ocasionais emotiva. As melodias e harmonias muito tweeting (literalmente, em alguns casos) são prestados snoozily, como se os vocais de Eliza foram registrados logo após acordar e alongamento de um sono-sonho cheia. | ” |

## Alinhamento de faixas
| Edição padrão |                 |                                                     |                   |         |  |
| N.º           | Título          | Compositor(es)                                      | Produtor(es)      | Duração |  |
| 1.            | "Moneybox"      | Eliza Caird, Matthew Prime, Tim Woodcock            | Prime             | 3:04    |  |
| 2.            | "Rollerblades"  | Caird, Jonny Sharp, Craigie Dodds                   | Dodds, Sharp      | 3:03    |  |
| 3.            | "Go Home"       | Caird, Phil Thornalley, Mads Hauge                  | Thornalley, Hauge | 2:58    |  |
| 4.            | "Skinny Genes"  | Caird, John Beck, Steven Chrisanthou                | Prime             | 3:05    |  |
| 5.            | "Mr Medicine"   | Caird, John Beck, Steven Chrisanthou                | Chrisanthou       | 3:27    |  |
| 6.            | "Missing"       | Caird, Dodds                                        | Dodds             | 3:43    |  |
| 7.            | "Back To Front" | Caird, Dodds, Will Johnstone                        | Dodds             | 3:41    |  |
| 8.            | "A Smokey Room" | Caird, Sharp, Dodds                                 | Dodds, Sharp      | 2:53    |  |
| 9.            | "So High"       | Caird, James Napier                                 | Napier            | 2:41    |  |
| 10.           | "Nobody"        | Caird, Greg Kurstin, Lauren Christy                 | Kurstin           | 3:00    |  |
| 11.           | "Pack Up"       | Caird, Prime, Woodcock, George Powell, Felix Powell | Prime             | 3:11    |  |
| 12.           | "Police Car"    | Caird, Dodds                                        | Dodds             | 3:21    |  |
| 13.           | "Empty Hand"    | Caird, Kurstin                                      | Kurstin           | 3:05    |  |

| Faixa bônus iTunes Canadá |                       |         |  |
| N.º                       | Título                | Duração |  |
| 1.                        | "I'll Be Your Pillow" | 2:41    |  |

## Posições e certificações
| Tabelas musicais (2010)                   | Melhor posição |
| ----------------------------------------- | -------------- |
| Bélgica - Belgium Albums Chart (Flanders) | 46             |
| Bélgica - Belgium Albums Chart (Wallonia) | 100            |
| Dinamarca - Danish Albums Chart           | 38             |
| Espanha - Spanish Albums Chart            | 64             |
| Estados Unidos - Top Heatseekers          | 9              |
| França - French Albums Chart              | 101            |
| Irlanda - Irish Albums Chart              | 10             |
| Itália - Italian Albums Chart             | 55             |
| Países Baixos - Dutch Albums Chart        | 45             |
| Reino Unido - UK Albums Chart             | 3              |

| País        | Certificador | Certificação | Vendas    |
| ----------- | ------------ | ------------ | --------- |
| Reino Unido | BPI          | Platina      | + 300.000 |

## Histórico de lançamento
| País           | Data                   | Formato              | Editora discográfica | Edição |
| -------------- | ---------------------- | -------------------- | -------------------- | ------ |
| Reino Unido    | 12 de julho de 2010    | CD, Download digital | Parlophone           | Padrão |
| Brasil         | 15 de setembro de 2010 | CD, Download digital | EMI                  | Padrão |
| Itália         | 28 de setembro de 2010 | CD, Download digital | EMI                  | Padrão |
| Canadá         | 8 de fevereiro de 2010 | CD, Download digital | EMI                  | Padrão |
| Estados Unidos | 19 de abril de 2010    | Digital download     | Capitol Records      | Padrão |